# Keith Magnuson
Keith Arlen Magnuson, född 27 april 1947 i Saskatoon, Saskatchewan, död 15 december 2003 i Vaughan, Ontario, var en kanadensisk professionell ishockeyback som representerade Chicago Black Hawks i NHL från 1969 till 1979.
Från 1976 till 1979 var Magnuson lagkapten för Black Hawks.

## Karriären i Blackhawks
Keith Magnuson spelade totalt 589 NHL-matcher för Chicago Black Hawks. Han fick totalt ihop 14 mål och 125 assist för 139 poäng. Även om Magnuson inte producerade många poäng i Black Hawks-tröjan blev han omåttligt populär bland fansen. Han utgjorde kuggen i en solitt försvar och lyckades under sin karriär dra på sig 1442 utvisningsminuter, flertalet av dessa utvisningar så kallade "fighting majors". Magnusons största meriter inom den högsta ligan var att han spelade två Stanley Cup-finaler med Blackhawks mot Montreal Canadiens 1971 och 1973. Canadiens vann dem båda två.
1979 meddelade Magnuson att han på grund av skador var tvungen att sluta med ishockeyn då han spelade en väldigt tuff och hård hockey. Men han skulle ändå bli kvar i klubben ett par år till. Han var tränare i laget säsongen 1980–81 och lyckades ta laget till slutspel där Black Hawks förlorade i första rundan mot Calgary Flames. Magnuson skulle därefter få sparken på grund av att han ansågs för oerfaren.

## Dödsolyckan
Den 15 december 2003 färdades Magnuson som passagerare i en Chrysler Intrepid tillsammans med den före detta NHL-spelaren Rob Ramage. Efter att bilen kommit över på fel sida av vägen kolliderade Ramage med ett annat fordon. Magnuson dog vid kollisionen medan Ramage och föraren i den andra bilen överlevde. Ramage skulle senare bli anklagad för att ha kört onykter och farligt, något som Ramage själv hävdar inte stämmer. Exempelvis påstod han att alkohollukterna i bilen kom från förstörda ölburkar.
Den 10 oktober 2007 skulle Ramage dömas skyldig till olyckan. Magnusons familj hade vid den här tiden förlåtit Ramage och antydde att han istället för fängelse skulle dömas till samhällstjänst vilket skulle innebära att han skulle hålla föreläsningar om alkohol och bilkörning för ungdomar. Men redan den 3 december samma år dömde en civil domstol i Missouri att Ramage och National Car Rental of Canada var skyldiga att betala ett skadestånd på 9,5 miljoner dollar till Magnusons familj. Den 17 januari 2008 dömdes Ramage till fyra års fängelse vilket i Ontario ansågs var hårt mot en person som aldrig förut blivit dömd för att köra onykter eller haft några kända alkoholproblem.
Den 12 november 2008 när Chicago Blackhawks skulle möta Boston Bruins hedrades Keith Magnuson i en gemensam ceremoni tillsammans med den före detta backen Pierre Pilote. De båda bar nummer 3 på spelartröjan och var populära och respekterade inom klubben.